# Айшевиця
Айшевиця (словен. Ajševica) — поселення в общині Нова Гориця, Регіон Горишка, Словенія. Висота над рівнем моря: 83,7 м.